# 1177年
| 千纪： | 2千纪 |
| 世纪： | 11世纪 \| 12世纪 \| 13世纪                                                                                                 |
| 年代： | 1140年代 \| 1150年代 \| 1160年代 \| 1170年代 \| 1180年代 \| 1190年代 \| 1200年代                                           |
| 年份： | 1172年 \| 1173年 \| 1174年 \| 1175年 \| 1176年 \| 1177年 \| 1178年 \| 1179年 \| 1180年 \| 1181年 \| 1182年                 |
| 纪年： | 丁酉年（鸡年）；西夏祐八年；大理盛德二年；金大定十七年；西辽崇福十四年；南宋淳熙四年；越南貞符二年；日本安元三年，治承元年 |

## 大事记

### 中国
- 正月，金将西北路参与移剌窩斡反叛的契丹人迁往上京、济州、利州。未参与的契丹人则迁往乌古里石垒部。
- 2月，宋参知政事龚茂良建议禁预征夏税，宋孝宗采纳。
- 3月，金以旱、蝗灾免河北东路、河北西路、山东东路、山东西路、京兆府路、鄜延路、河东北路、河东南路、西京路、辽东路等十路租税十六年。
- 4月，金规定猛安谋克承袭制度。
- 7月，因大雨，黄河在白沟决口。
- 7月，宋孝宗罢贬参知政事龚茂良至英州。
- 12月，金世宗下诏禁止渤海劫婚习俗。
- 宋《淳熙历》颁布。
- 参知政事龚茂良等上《徽宗实录》、《仁宗玉牒》、《孝宗玉牒》诸书。
- 朱熹完成《四书集注》。
- 占婆的船艦沿湄公河而上，直搗真臘首都耶輸陀羅補羅，殺死真臘國王特裡布婆那迭多跋摩。

### 日本
- 6月3日，京都发生安元大火。
- 后白河法皇侧近的鹿谷陰謀失败。

### 其他地区
- 3月，《威尼斯条约》签订，红胡子腓特烈承认亞力山大三世为教宗。
- 7月27日，教宗亞力山大三世写了一封信给祭司王約翰，认为他是真实存在的。
- 11月25日，耶路撒冷王国国王鲍德温四世在蒙吉萨战役中击败萨拉丁。
- 西遼大臣蕭斡里剌射殺媳婦承天太后耶律普速完，擁立耶律夷列的次子耶律直魯古為帝。
- 金熙宗派監察禦史完顏覿古速巡邊，隨行的契丹人挼剌、招得、雅魯、斡列阿四人投奔西遼。
- 卡齐米日二世成为克拉科夫大公
- 莫斯科被烧，其居民被杀。
- 阿拉贡的阿方索二世建立普奇塞达。
- 冬季，愛沙尼亞人攻击了普斯科夫。
- 弗拉基米爾梁贊兩大公國在1174-1177年弗拉基米爾－蘇茲達爾公國內戰（俄语：Междоусобная война в Северо-Восточной Руси (1174—1177)）決戰，梁贊大公國在克羅科沙戰役（俄语：Сражение на Колокше (1177)）慘敗。
- 佛罗伦萨共和国爆发内战。
- 拜占庭軍在門德雷斯河谷戰役獲勝。
- 占婆國王闍耶因陀羅跋摩四世入侵，破城殺死真臘高棉帝國國王特里布婆那迭多跋摩（英语：Tribhuvanāditya），並大肆擄掠首都耶輸陀羅補羅（吳哥城），真臘成為占婆的附庸，直到1181年。

## 出生
- 夏桓宗李純祐
- 鲍德温五世，耶路撒冷国王。（1186年去世，9岁）

## 逝世
- 耶律普速完，西辽摄政皇女。
- 藤原成親，后白河法皇宠臣，鹿谷陰謀发动者之一。（1138年生，39岁）
- 西光，僧人，后白河法皇宠臣，鹿谷陰謀发动者之一。